# Marcin Daniec
Marcin Daniec (ur. 1 października 1957 w Wielopolu Skrzyńskim) – polski satyryk, artysta kabaretowy, komik i stand-uper.

## Życiorys
Jest synem Eugeniusza Dańca, inspektora w gminnej spółdzielni, i Anny z domu Śliwa, kierowniczki restauracji. Ukończył Szkołę Podstawową nr 1 w Wielopolu, a w 1976 zdał maturę w  Liceum Ogólnokształcącym im. Tadeusza Kościuszki w Ropczycach. Rok po zakończeniu liceum został absolwentem Pomaturalnego Studium Aktorskiego w Sanoku. W 1981 ukończył Akademię Wychowania Fizycznego w Krakowie i rozpoczął tam pracę jako pełnomocnik do spraw kulturalnych AWF.
W 1984 wraz z Krzysztofem Januszem założył kabaret Takich Dwóch. Od 1986 pracował w Krakowie w Akademickim Centrum Kultury "Alma-Art", a następnie współpracował z kabaretami: Wały Jagiellońskie i Pod Egidą. Od 1994 występuje samodzielnie. Najbardziej znane są jego cztery estradowe wcielenia: Pan Ignacy/Profesor Ignacy (sympatyczny, zagubiony szary obywatel z własną filozofią życiową), Waldemar K. (rokujący nadzieję na resocjalizację cwaniaczek), Marcinek (duże dziecko) i Góral (gazda punktujący rzeczywistość z charakterystyczną swadą i z lekką nutą refleksji).
Dużą popularność zapewniły mu występy kabaretowe emitowane w TVP2. W 1993 i 2003 odebrał nagrody prezydenta Opola na 30. i 40. Krajowym Festiwalu Piosenki Polskiej w Opolu. W 2010 roku współprowadził program Hit dekady TVP2, a w 2012 był gospodarzem programu rozrywkowego Daniec z gwiazdami, czyli EuroShow emitowanego przez TVP1.

## Rodzina
Od 8 września 2001 żonaty z Dominiką Grobelską (ur. 1977). Ma dwie córki: Karolinę (ur. 1980) i Wiktorię (ur. 2007).